# Pattie Boyd

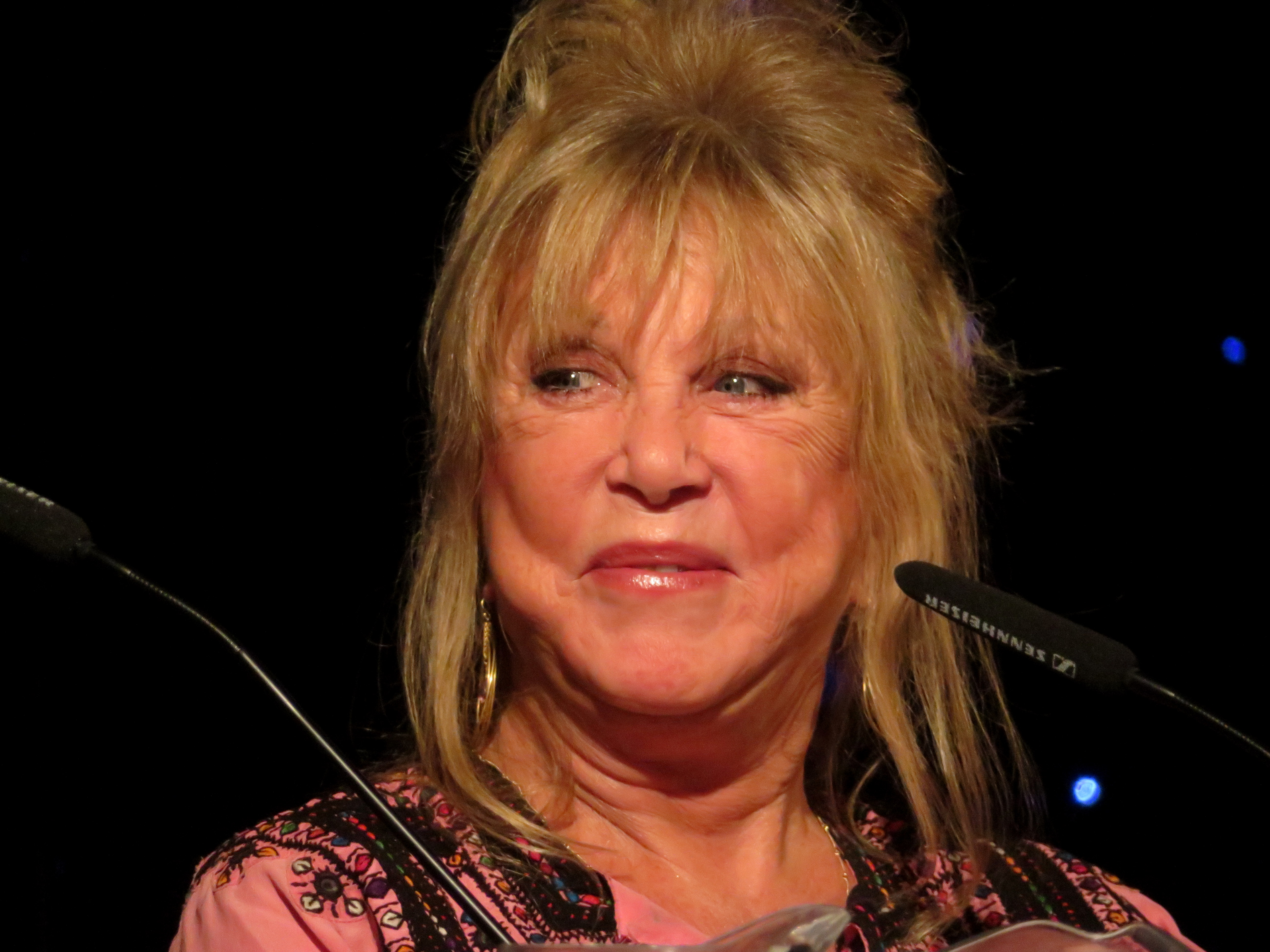
Pattie Boyd (Liverpool, 2018)

Patricia Anne "Pattie" Boyd (Taunton, Somerset, Engeland, 17 maart 1944) is een voormalig model dat vooral bekend werd door haar huwelijken met ex-Beatle George Harrison en gitarist Eric Clapton. Er zijn meerdere liedjes die zijn geïnspireerd op Boyd. Zo beweert Boyd in haar autobiografie dat Harrison voor haar de Beatles-klassieker Something schreef en zou Clapton zowel Layla als Wonderful Tonight voor haar geschreven hebben. Clapton zou tijdens hun huwelijkscrisis nog een aantal minder flatteuze songs over Boyd schrijven zoals The Shape You're In over haar alcoholverslaving.

## Muze
Harrison leerde Boyd kennen op de set van de Beatles-film A Hard Day's Night. Op 21 januari 1966 trouwden zij. Harrisons vriend Eric Clapton werd na een tijdje verliefd op Boyd. Hij verklaarde later dat het liefde op het eerste gezicht was. Om Boyds aandacht te trekken zou Clapton drie maanden een liefdesrelatie aangaan met Boyds zus Paula.
Tijdens haar huwelijk met Harrison vonden er een aantal amoureuze ontmoetingen met Clapton plaats. Clapton schreef Layla naar aanleiding van een boek dat hij had gelezen waarin de Perzische Layla werd aanbeden door Manjun. Manjun werd tot waanzin gedreven door zijn liefde voor de onbereikbare Layla. Dat was precies zoals Clapton zijn liefde voor Boyd beleefde. Nadat Clapton het nummer liet horen aan Paula, Boyds zus, raakte ze overstuur en verliet Clapton. Ze besefte dat het over Pattie ging.
Boyd was verward door de passionele aanbidding van Clapton. Hoewel ze genoot van de amoureuze ontmoetingen met Clapton, voelde ze zich enorm schuldig tegenover Harrison. Toen ze zei Clapton niet meer te willen zien en voor Harrison te kiezen, ging Clapton zich te buiten aan zijn heroïne-verslaving.
Tijdens een feest bij zijn manager in 1974 vertelde Clapton aan Harrison dat hij verliefd was op Boyd. Harrison, die in die tijd een spirituele weg bewandelde, zei tegen Clapton dat hij het prima vond en moest doen wat hij niet laten kon. Tevens wees Harrison erop de toenmalige vriendin van Clapton wel te zien zitten. Boyd raakte van deze situatie  overstuur en vertrok huiswaarts met Harrison.
Boyd zou snel daarop Harrison verlaten en deel uit gaan maken van het gezelschap waarmee Clapton op tournee ging.
Ondanks alles bleven Clapton en Harrison vrienden en Harrison verklaarde tijdens een gesprek bij Clapton thuis dan maar van Boyd te scheiden, waarna Clapton meldde dan maar met haar te moeten trouwen. De scheiding met Harrison werd in 1977 uitgesproken en een jaar later trouwden Boyd en Clapton. Het huwelijk zou voortduren tot 1988 en vele pieken, maar vooral dalen kennen, met name als gevolg van de alcoholverslaving van beiden.

## Fotografie
Van 1991 tot 2005 was Boyd samen met Bob Weston. Boyd is een verdienstelijk fotografe die in juni 2006 te Los Angeles een tentoonstelling presenteerde met foto's over haar periode met Harrison en Clapton, genaamd Through the Eyes of a Muse.

## Jennie Boyd
Boyds tweede zus Jennie Boyd is eveneens inspiratie geweest voor een popklassieker: Jennifer Juniper van Donovan. Jennie is getrouwd geweest met Mick Fleetwood van Fleetwood Mac en heeft geholpen met de lancering van de Apple-boetieks van The Beatles.
- Bibsys: 14031243
- Biblioteca Nacional de España: XX4755693
- Catàleg d'autoritats de noms i títols de Catalunya: 981058510100906706
- Gemeinsame Normdatei: 133745848
- International Standard Name Identifier: 0000 0001 1556 2813
- Library of Congress Control Number: no2007099519
- MusicBrainz: 301bd202-5a57-49d5-b719-8012eef480d4
- Bibliotheek van het Japanse parlement: 01137527
- Nationale Bibliotheek van Tsjechië: mzk2011622760
- Nationale Bibliotheek van Polen: a0000003827966
- Nederlandse Thesaurus van Auteursnamen: 305983415
- PIC: 388721
- RKD-Nederlands Instituut voor Kunstgeschiedenis: 337217
- Virtual International Authority File: 11044352
- WorldCat: E39PBJqVXTHmDhB43PgCrGfKBP